# SEAT Arona
SEAT Arona je kompaktní crossover/SUV španělské automobilky SEAT. Automobil je postaven na platformě Volkswagen Group MQB koncernu Volkswagen Group, přičemž má stejný technický základ a interiér jako pátá generace vozu SEAT Ibiza. Arona byla oficiálně představena během léta 2017 v Barceloně, přičemž prodej začal na podzim téhož roku. Nejlevněji vyjde vůz v základní výbavě s motorem 1.0 TSI na 403 tisíc korun.
Kromě litrového benzínu s výkonem 70 kW či 85 kW se automobil prodává též ve variantě 1.5 TSI (110 kW) a 1.6 TDI (70 kW, 85 kW), přičemž všechny motorové varianty jsou s náhonem na přední kola. Název vozu je podle obce Arona ležící na španělském ostrově Tenerife. Výroba vozu probíhá ve španělské továrně v obci Martorell.